# Dreihörniges Labkraut
Das Dreihörnige Labkraut (Galium tricornutum) ist eine in Mitteleuropa heimische Pflanzenart aus der Familie der Rötegewächse (Rubiaceae).

## Beschreibung

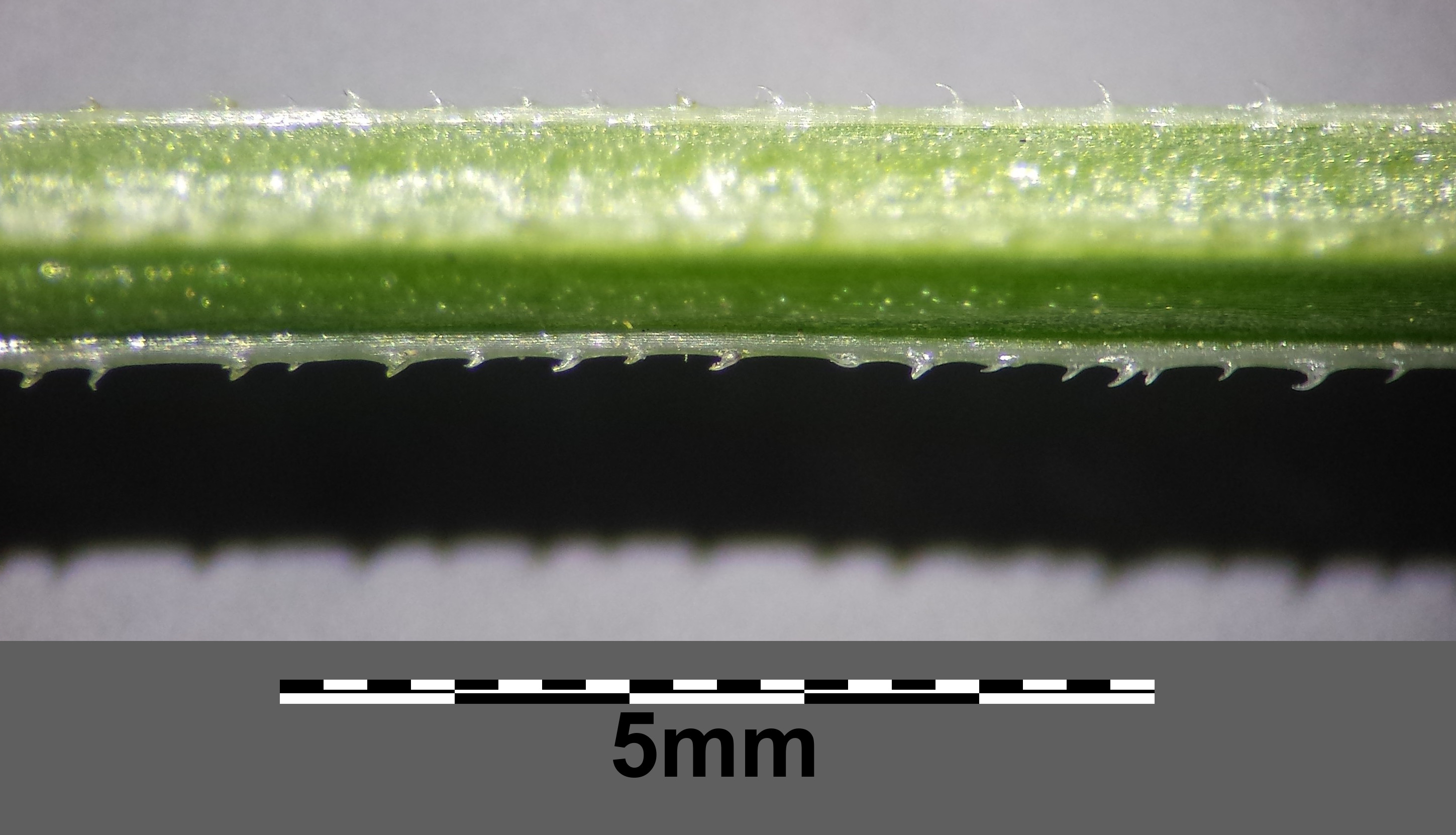
Stängel und Laubblattränder sind mit nach unten gerichteten Stacheln besetzt.

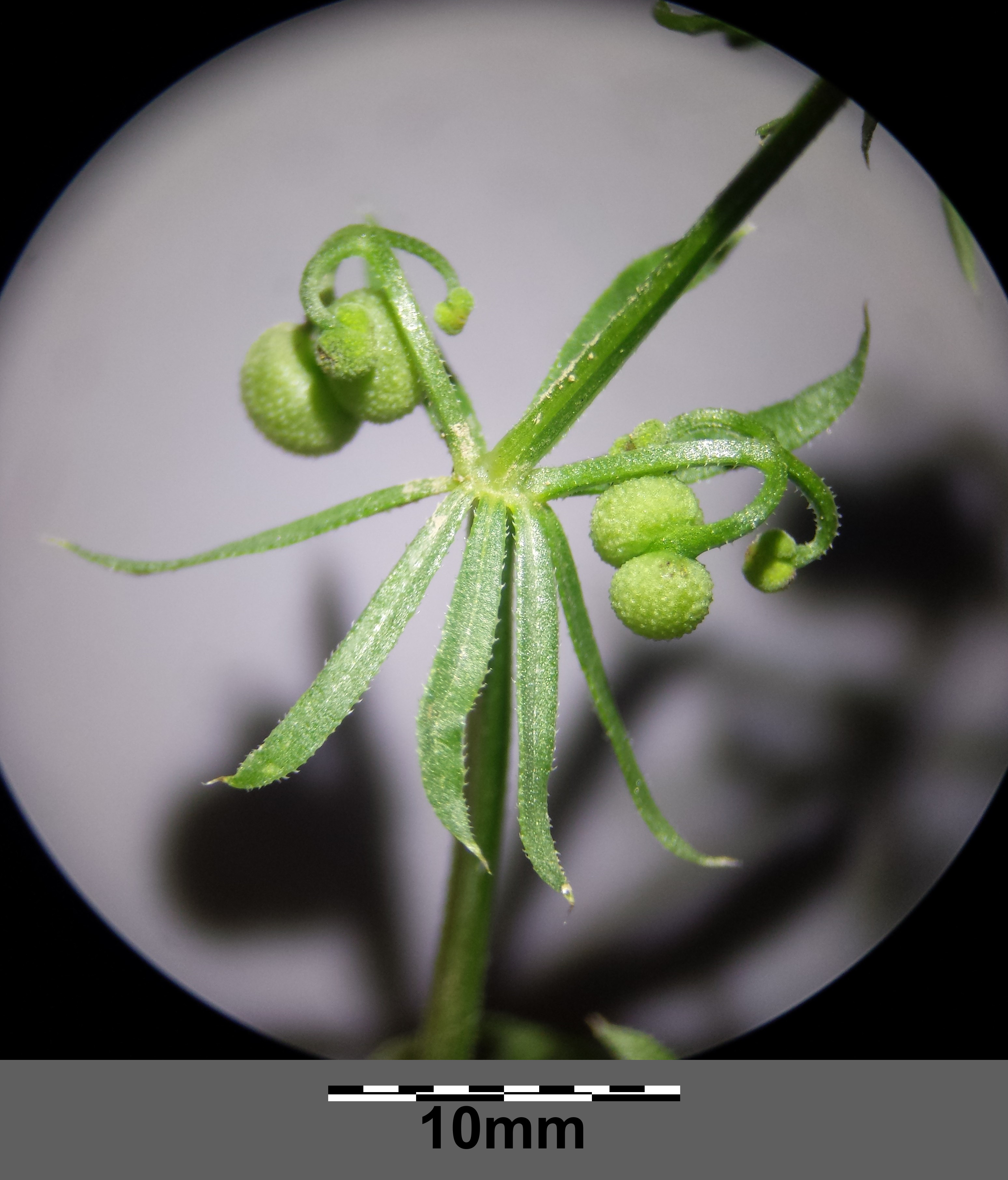
Die Fruchtstiele sind gleich nach dem Verblühen herabgekrümmt. Die Teilblütenstände sind kürzer als die Laubblätter.

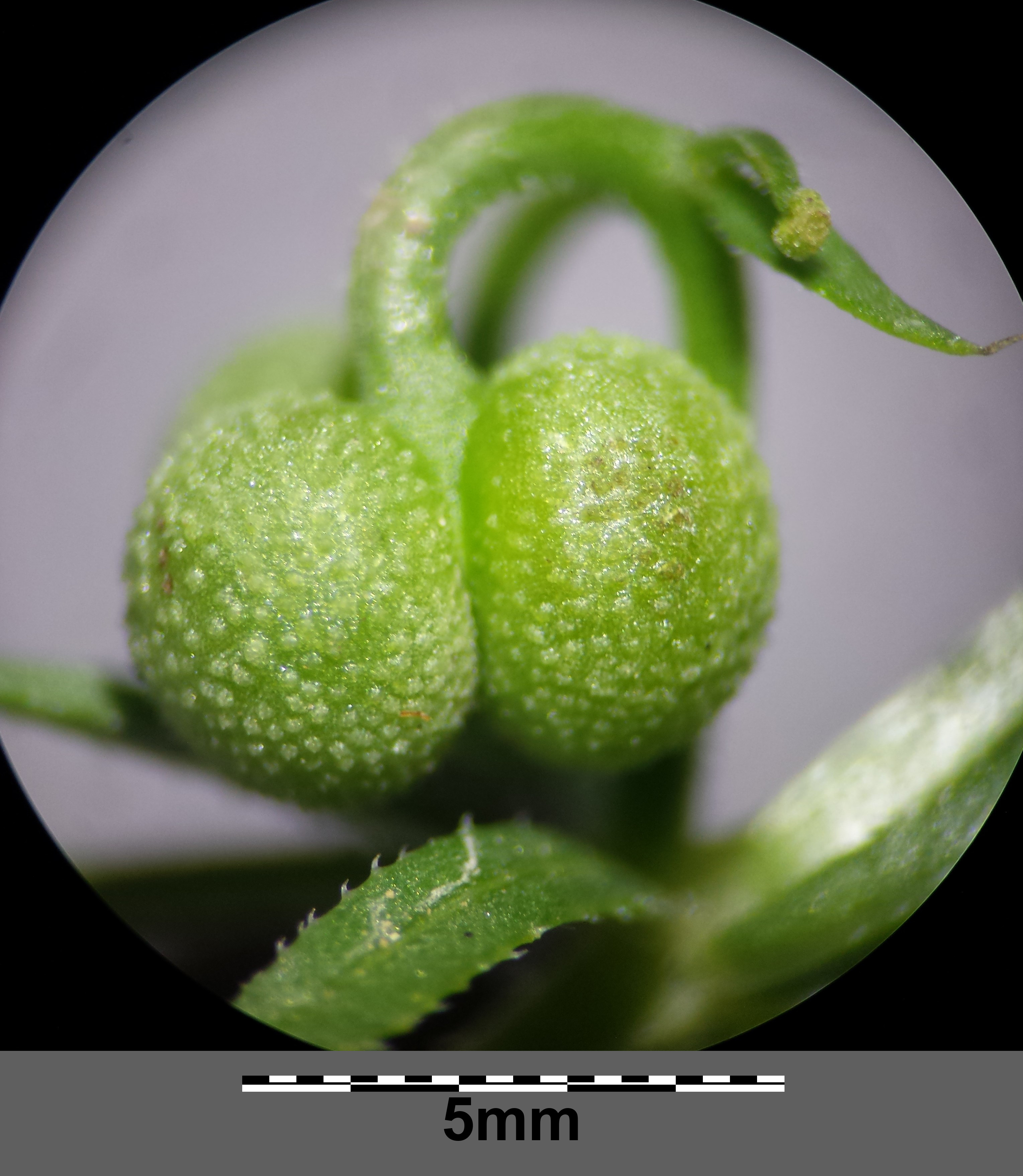
Die Früchte sind mit kleinen, spitzen Papillen besetzt.

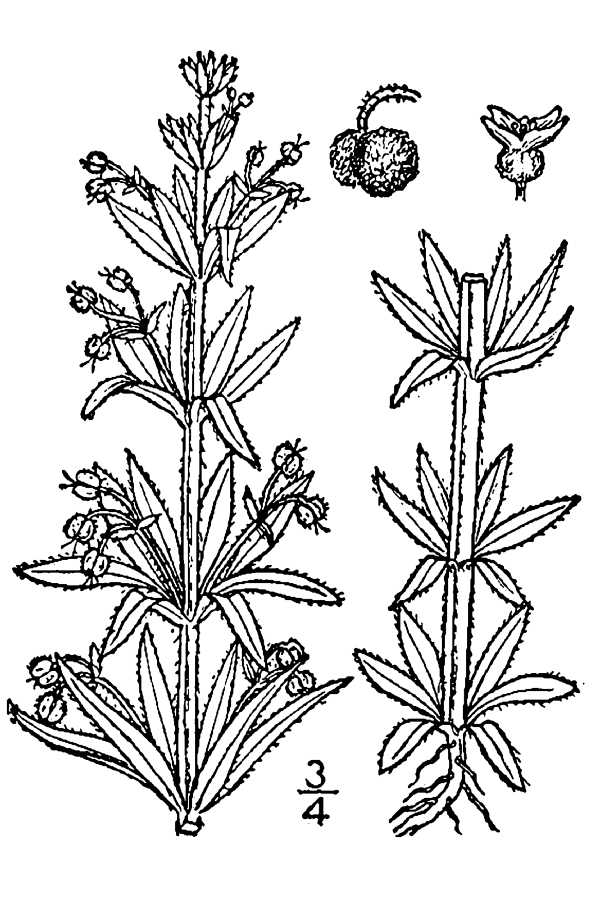
Zeichnung

Das Dreihörnige Labkraut ist eine einjährige krautige Pflanze. Sie erreicht Wuchshöhen von 10 bis 80 cm. Die Stängel sind liegend oder klimmend, sind vierkantig und haben abwärts gerichtete Stachelborsten. 
Die Blätter sind einaderig oder nur undeutlich aderig und stehen zu sechst oder acht in Wirteln. Sie haben eine Stachelspitze, sind an der Oberseite kahl, am Blattrand sitzen rückwärts gerichtete Stacheln. 
Die Blüten stehen in dreiblütigen Teil-Blütenständen. Sie überragen das Tragblatt nicht und sind etagenförmig angeordnet. Die Krone ist grünlich-weiß, hat keine deutlich ausgeprägte Röhre und ist schmäler als die reife Frucht. Die Fruchtstiele sind zurückgekrümmt. 
Die trockenen Früchte zerfallen in zwei je einsamige Teilfrüchte. Diese sind eiförmig, 3 bis 5 Millimeter lang. Die Oberfläche der Frucht ist mit kurzen Stachel-Warzen besetzt. 
Die Chromosomenzahl beträgt 2n = 44.

## Verbreitung und Standorte
Das Verbreitungsgebiet des Dreihörnigen Labkrauts reicht von Europa bis zum westlichen Himalaja und bis zur Arabischen Halbinsel.  
In Mitteleuropa ist die Art ein Archäophyt. In Österreich ist sie vom Aussterben bedroht. In Südtirol ist sie ausgestorben. Sie wächst auf Äckern und Schuttplätzen, meist auf mäßig trockenen, nährstoffreichen, eher kalkhaltigen Böden. Sie steigt bis in die submontane Höhenstufe. Sie ist in Mitteleuropa eine Charakterart des Caucalidion lappulae-Verbands.